# Trichopsenius
Trichopsenius (лат.) — род термитофильных жуков-стафилинид из подсемейства Aleocharinae. 12 видов.

## Описание
Распространён от Европы (один вид из Испании) и Северной Африки (один вид) до Северной Америки (пять видов). В Азии пять видов известны из Японии, но нет ни одной находки за пределами Японии, кроме одного вида найденного в 2023 году в Китае.
Мелкие коротконадкрылые жуки (около 2 мм), блестящие желто-коричневатые. Усики 11-члениковые. Нижнечелюстные щупики 4-члениковые, нижнегубные состоят из 3 сегментов. Формула лапок: 5-5-5. Неполовозрелые стадии Trichopsenius известны только для двух американских видов — T. depressus и T. frosti (Howard and Kistner 1978; Kistner and Howard 1980).
Обнаруживаются в ассоциации с термитами рода Reticulitermes.

## Классификация
12 видов. Род был выделен в 1877 году американским колеоптерологом Дж. Г. Хорном (1840–1897).
- Trichopsenius brunneus Naomi & Terayama, 1986[8]
- Trichopsenius californicus Seevers, 1957
- Trichopsenius crassicornis Naomi & Terayama, 1996
- Trichopsenius depressus (J.L.LeConte, 1863)
- Trichopsenius frosti Seevers, 1945
- Trichopsenius huaxiensis Jiang, 2023[1]
- Trichopsenius ibericus Kistner & Assing, 1997[9]
- Trichopsenius japonicus Seevers, 1957
- Trichopsenius longipes Seevers, 1945
- Trichopsenius matsumotoi Naomi & Terayama, 1986
- Trichopsenius serratus Naomi & Terayama, 1986
- Trichopsenius xenoflavipes Seevers, 1945